# 朱文祥 (武警)
朱文祥（1963年12月—)，江西兴国县潋江镇人。中国人民武装警察部队中将。

## 生平
朱文祥1980年毕业于江西兴国平川中学，后曾就读于福建师范大学。参军后一直在武警部队服役，曾任武警福建总队司令部办公室副主任、主任，支队长，武警总部司令部办公室副主任，武警总部作战勤务部部长，著有或参与编写多部有关军队管理的著作。2014年7月，任武警河南总队司令员。2015年2月1日，河南省十二届人大四次会议上被补选为省十二届人大常委会委员。2016年5月，朱文祥同唐大淮对调，出任武警四川总队司令员。2017年9月，升任武警指挥学院院长。2018年，任武警第一机动总队司令员。2020年7月，升任武警部队副司令员。
2015年7月晋升少将警衔。2020年7月晋升中将警衔。